# Géza von Cziffra
Géza von Cziffra [ˈɡeːzɒ fɔn ˈʦifrɒ] (n. 19 decembrie 1900, Arad - 28 aprilie 1989, Dießen am Ammersee) a fost un regizor de film și scenarist de origine maghiară.

## Biografie
A fost elev într-un internat iezuit. Între 1914 și 1918 a fost elev al unei școli de ofițeri de marină militară. Ulterior s-a mutat la Budapesta, unde a fost redactor al unui ziar. În 1922 s-a mutat la Viena. În același an a început o practică la societatea cinematografică Sascha-Filmindustrie, unde a ecranizat filmul de animație „Gullivers Reisen” (Călătoriile lui Gulliver). În 1923 s-a mutat la Berlin, unde a început să activeze ca redactor al ziarelor Berliner Tageblatt și Welt am Abend. Totodată a scris nuvele, cronici de cinema și comentarii politice pe probleme ale Ungariei pentru celebrul ziar german Die Weltbühne. În aceeași perioadă a fost scenarist. Între 1932-1933 a fost proprietarul cabaretului din localul Palmenhaus (Casa palmierului) de pe bulevardul Kurfürstendamm din Berlin. După acapararea puterii de către naziști, von Cziffra s-a întors în aprilie 1933 la Budapesta, unde a realizat, ca regizor și coregizor, câteva la studiourile societății Hunnia-Film.
În 1936 s-a întors la Berlin, unde a fost un timp scenarist și asistent de regie. A dat publicității câteva piese de teatru. A devenit regizor plin în 1943 în urma succesului repurtat cu filmul de revistă Der weiße Traum (Visul alb) 1943 (sub direcția artistică a lui Karl Hartl).
În 1945 a condus lucrările pentru filmul Leuchtende Schatten (Umbre luminiscente), turnat în Praga ocupată. Consilier l-a avut pe un membru al SD-ului (serviciului de securitate) Sturmbahnführer-ul SS Eweler, frate al actriței Ruth Eweler. În scurt timp însă von Cziffra a fost dat afară din studio din cauza unor cârteli împotriva regimului nazist. Apoi a fost arestat de serviciul din Praga al Gestapo-ului (în clădirea numită Palatul Pecec, unde Gestapoul își avea sediul). Urma să execute o detenție de șase luni în închisoarea pragheză Pankrác. Potrivit propriilor sale istorisiri, regizorul von Cziffra a reușit să scape apoi de a fi transportat în lagărul de la Theresienstadt numai prin uz de fals în documente. A fost eliberat din detenție cu puțin timp înainte de sfârșitul celui de al doilea război mondial, la 19 aprilie 1945.
În același an, von Cziffra a înființat la Viena, cu licență americană, prima societate de film austriacă postbelică, Cziffra-Film (a existat până în 1949). În 1952 a fost cofondator al societății Arion-Film s.r.l. cu sediul în  Hamburg, Germania.
Cele mai multe filme regizate au fost muzicale și de entertainment, având ca protagoniști actori cunoscuți din Austria și Germania ca: Peter Alexander, Rudolf Platte, Senta Berger și Hubert von Meyerinck și interpreți muzicali ca Bill Ramsey și Bully Buhlan.
Géza von Cziffra a contribuit mult la acest gen de producții în Germania și Austria în anii 1950 și 1960. În calitate de scenarist prolific s-a folosit de pseudonimele Peter Trenck, Albert Anthony, John Ferguson, Thomas Harrer, Richard Anden și Horace Parker.
În 1958 s-a căsătorit a cincea oară. Urna sa funerară a fost depusă în cimitirul de est din München, Germania.

## Filmografie
- 1922: Gullivers Reisen (scenariu și regie; neterminat)
- 1930: Der Greifer – cu Hans Albers, Harry Hardt, Karl Ludwig Diehl și Charlotte Susa (asistent de regie)
- 1934: Ball im Savoy (asistent de regie și coscenarist)
- 1935: St. Peters Regenschirm (regie, scenariu)
- 1936: Wo die Lerche singt - cu Marta Eggerth, Hans Söhnker și Lucie Englisch (scenariu)
- 1937: Die Landstreicher (Vagabonzii) (scenariu)
- 1938: Frühlingsluft (Aer de primăvară) (scenariu)
- 1938: Peter spielt mit dem Feuer (Peter se joacă cu focul) (coautor scenariu)
- 1939: Der grüne Kaiser (Împăratul verde) (scenariu)
- 1940: Weißer Flieder (Liliac alb) (scenariu)
- 1942: Die heimliche Gräfin (Contesa tăinuită) (scenariu)
- 1943: Der weiße Traum (Visul alb) (scenariu, regie)
- 1944: Hundstage (scenariu, regie)
- 1945: Liebe nach Noten / Du bist Musik für mich (Dragoste pe note) (scenariu, regie) cu Rudolf Prack și Sonja Ziemann
- 1946: Glaube an mich (scenariu, regie)
- 1947: Das unsterbliche Antlitz (Fața nemuritoare) (scenariu, regie, producție)
- 1948: Der himmlische Walzer (Valsul celest) (scenariu, regie, producție)
- 1948: Königin der Landstraße (scenariu, regie)
- 1949: Lambert fühlt sich bedroht (scenariu, regie, producție)
- 1949: Höllische Liebe (scenariu, regie, producție)
- 1949: Gefährliche Gäste (scenariu, regie) cu Wolf Albach-Retty și Käthe Haack
- 1950: Gabriela (Drehbuch, Regie)
- 1950: Der Mann, der sich selber sucht (scenariu, regie)
- 1950: Die Dritte von rechts (scenariu, regie)
- 1951: Die verschleierte Maja (scenariu, regie)
- 1952: Der bunte Traum (scenariu, regie)
- 1952: Tanzende Sterne (scenariu, regie, producție)
- 1953: Das singende Hotel (scenariu, regie) cu Rudolf Platte, Fita Benkhoff și Bully Buhlan
- 1953: Die Blume von Hawaii (scenariu, regie, producție) (După opereta Floarea din Hawaii)
- 1954: Geld aus der Luft (scenariu, regie, producție)
- 1954: Tanz in der Sonne (scenariu, regie, producție)
- 1955: Der falsche Adam (scenariu, regie)
- 1955: Banditen der Autobahn (coscenarist, regie)
- 1956: Die gestohlene Hose (scenariu, regie)
- 1956: Mädchen mit schwachem Gedächtnis (scenariu, regie)
- 1956: Musikparade (scenariu, regie)
- 1956: Der schräge Otto (regie)
- 1957: Tante Wanda aus Uganda (regie)
- 1957: Der müde Theodor (scenariu, regie)
- 1957: Die Beine von Dolores (scenariu, regie)
- 1957: Das haut hin (scenariu, regie) cu Peter Alexander
- 1958: Nachtschwester Ingeborg (scenariu, regie)
- 1958: Wehe, wenn sie losgelassen (scenariu, regie)) cu Peter Alexander
- 1958: So ein Millionär hat's schwer (scenariu, regie) cu Peter Alexander, Germaine Damar
- 1959: Schlag auf Schlag (scenariu, regie)
- 1959: Ich bin kein Casanova (scenariu, regie) cu Peter Alexander
- 1959: Peter schießt den Vogel ab - cu Peter Alexander
- 1959: Bobby Dodd greift ein (regie)
- 1959: Salem Aleikum (scenariu, regie) cu Peter Alexander
- 1960: Als geheilt entlassen (scenariu, regie)
- 1960: Kriminaltango (scenariu, regie) - cu Peter Alexander și Vivi Bach
- 1961: Aventurile contelui Bobby (Die Abenteuer des Grafen Bobby), scenariu, regie, cu Peter Alexander, Vivi Bach și Gunther Philipp
- 1961: Junge Leute brauchen Liebe (scenariu, regie) cu Cornelia Froboess, Johannes Heesters și Waltraut Haas
- 1961: O stea cade din cer (Ein Stern fällt vom Himmel) (scenariu, regie)
- 1961: Cumpără-ți un balon (Kauf Dir einen bunten Luftballon) (scenariu, regie) cu Ina Bauer, Toni Sailer
- 1962: Liliacul (Die Fledermaus) (scenariu, regie) cu Peter Alexander, Marika Rökk, Willy Millowitsch, Gunther Philipp, Boy Gobert, Hans Moser și Oskar Sima
- 1962: Vânzătorul de păsări (Der Vogelhändler) (scenariu, regie) cu Cornelia Froboess, Georg Thomalla și Peter Weck
- 1962: Nachts ging das Telefon (regie)
- 1962: Das süße Leben des Grafen Bobby (scenariu, regie) cu Peter Alexander
- 1963: Charleys Tante (regie, prelucrare scenariu) cu Peter Alexander și Fritz Eckhardt
- 1964: Lana, Königin der Amazonen (scenariu, regie)
- 1965: An der Donau, wenn der Wein blüht (regie)
- 1968: Paradies der flotten Sünder (scenariu, regie)
- 1969: Josefine, das liebestolle Mädchen (scenariu, regie)
- 1974: Käpt'n Senkstakes Abenteuer (serial 3 episoade; scenariu)

## Cărți (selecție)
- Das Beste aus meiner Witze- und Anekdotensammlung vom Film (Colecție de glume și anecdote din lumea cinematografiei). Heyne, München 1977, ISBN 3-453-00739-5
- Dr Martin Ottler, Mitläufer. Roman (= Lambda-Dossier, No. 3). Lambda-Edition, Hamburg 1988, ISBN 3-925495-25-8
- Es war eine rauschende Ballnacht. Eine Sittengeschichte des deutschen Films. Herbig, München 1985, ISBN 3-7766-1341-6
- Hanussen. Hellseher des Teufels. Die Wahrheit über den Reichstagsbrand. Herbig, München 1978,  ISBN 3-7766-0879-X
- Der heilige Trinker (über Joseph Roth). Lübbe, Bergisch Gladbach 1983, ISBN 3-404-10215-0
- Im Wartesaal des Ruhms. Begegnungen mit berühmten Persönlichkeiten wie Bert Brecht, Albert Einstein, Erich Kästner u.a. (= Bastei Lübbe Allgemeine Reihe, Band 10660). Lübbe, Bergisch Gladbach 1985, ISBN 3-404-10660-1
- Immer waren es die Frauen ... Eine  intime Zeitgeschichte. Herbig, München 1976, ISBN 3-7766-0784-X
- Kauf dir einen bunten Luftballon. Erinnerungen an Götter und Halbgötter. Herbig, München 1975,  ISBN 3-7766-0708-4
- Der Kuh im Kaffeehaus. Die goldenen Zwanziger in Anekdoten. Herbig, München 1981, ISBN 3-7766-1147-2
- Tango. Roman einer Berliner Familie. Herbig, München 1980, ISBN 3-7766-0946-X
- Tanja und ihre vierzig Männer. Ein Roman. Wancura-Verlag, Wien 1957
- Ungelogen. Erinnerungen an mein Jahrhundert (Autobiographie). Herbig, München 1988, ISBN 3-7766-1500-1